# Micrurus bogerti
Micrurus bogerti (кораловий аспід Богерта) — вид отруйних змій родини аспідових (Elapidae). Ендемік Мексики. Вид названий на честь американського герпетолога Чарлза Мітчілла Богерта.

## Поширення і екологія
Коралові аспіди Богерта мешкають на тихоокеанському узбережжі Оахаки, від Пуерто-Ангела до Сан-Педро-Тапанатепека. Вони живуть в сухих тропічних листяних лісах і чагарниках, на висоті до 400 м над рівнем моря. Відкладають яйця.